# Paulo Costa
Paulo Costa (Porto, 1964. december 2. –) portugál nemzetközi labdarúgó-játékvezető.

## Pályafutása

### Nemzeti játékvezetés
A játékvezetésből 1985-ben vizsgázott. Ellenőreinek, sportvezetőinek javaslatára lett az I. Liga játékvezetője. Az aktív nemzeti játékvezetéstől 2009-ben vonult vissza. Első ligás mérkőzéseinek száma: 137.

### Nemzetközi játékvezetés
A Portugál labdarúgó-szövetség Játékvezető Bizottsága (JB) terjesztette fel nemzetközi játékvezetőnek, a Nemzetközi Labdarúgó-szövetség (FIFA) 1999-től tartotta nyilván bírói keretében. Több nemzetek közötti válogatott és klubmérkőzést vezetett. FIFA JB besorolás szerint harmadik kategóriás bíró. A portugál nemzetközi játékvezetők rangsorában, a világbajnokság-Európa-bajnokság sorrendjében többedmagával a 12. helyet foglalja el 3 találkozó szolgálatával. Az aktív nemzetközi játékvezetéstől 2009-ben a FIFA 45 éves korhatárát elérve búcsúzott. Válogatott mérkőzéseinek száma: 5.

#### Világbajnokság
A világbajnoki döntőhöz vezető úton Németországba a XVIII., a 2006-os labdarúgó-világbajnokságra a FIFA JB bíróként alkalmazta.
| Időpont             | Helyszín                          | Mérkőzés típusa           | Mérkőzés                  | Eredmény | Nézők száma |
| ------------------- | --------------------------------- | ------------------------- | ------------------------- | -------- | ----------- |
| 2004. szeptember 8. | Ullevaal Stadion, Oslo            | előselejtező (5. csoport) | Norvégia–Fehéroroszország | 1 : 1    | 25 272      |
| 2005. március 30.   | St. James Park Stadion, Newcastle | előselejtező (6. csoport) | Anglia–Azerbajdzsán       | 2 : 0    | 49 046      |

#### Európa-bajnokság
Norvégia rendezte a 2002-es U19-es labdarúgó-Európa-bajnokságot, ahola FIFA/UEFA JB bíróként foglalkoztatta.
| Időpont          | Helyszín                   | Mérkőzés típusa        | Mérkőzés             | Eredmény |
| ---------------- | -------------------------- | ---------------------- | -------------------- | -------- |
| 2002. július 23. | Åråsen Stadion, Lillestrøm | selejtező (A. csoport) | Szlovákia–Csehország | 5 : 2    |
| 2002. július 26. | Városi Stadion, Hønefoss   | selejtező (B. csoport) | Írország–Anglia      | 0 : 3    |

Az európai-labdarúgó torna döntőjéhez vezető úton Portugáliába a XII., a 2004-es labdarúgó-Európa-bajnokságra az UEFA JB játékvezetőként foglalkoztatta.
| Időpont          | Helyszín                    | Mérkőzés típusa           | Mérkőzés         | Eredmény | Nézők száma |
| ---------------- | --------------------------- | ------------------------- | ---------------- | -------- | ----------- |
| 2003. április 2. | Központi Stadion, Ljubljana | előselejtező (1. csoport) | Szlovénia–Ciprus | 4 : 1    | 5 000       |

#### Nemzetközi kupamérkőzések

##### UEFA-bajnokok ligája
| Időpont             | Helyszín                       | Mérkőzés típusa               | Mérkőzés                   | Eredmény |
| ------------------- | ------------------------------ | ----------------------------- | -------------------------- | -------- |
| 2008. augusztus 14. | Mercedes-Benz Arena, Stuttgart | 2. selejtezőkör (1. mérkőzés) | VfB Stuttgart–Győri ETO FC | 2 : 1    |